# Società Sportiva Sambenedettese Calcio 2008-2009
Questa pagina raccoglie le informazioni riguardanti la Società Sportiva Sambenedettese Calcio nelle competizioni ufficiali della stagione 2008-2009.

## Rosa
| N. |                    | Ruolo | Calciatore          |
| -- | ------------------ | ----- | ------------------- |
|    | Italia (bandiera)  | D     | Arnaldo Bonfanti    |
|    | Italia (bandiera)  | C     | Andrea Briglia      |
|    | Italia (bandiera)  | D     | Maurizio Caccavalle |
|    | Italia (bandiera)  | A     | Gianni Califano     |
|    | Italia (bandiera)  | A     | Fabrizio Cammarata  |
|    | Italia (bandiera)  | C     | Andrea Carozza      |
|    | Italia (bandiera)  | C     | Francesco Carrozza  |
|    | Italia (bandiera)  | A     | Vittorio Caselli    |
|    | Romania (bandiera) | A     | Cristian Cigan      |
|    | Italia (bandiera)  | P     | Ivan Dazzi          |
|    | Italia (bandiera)  | C     | Mattia Evangelisti  |
|    | Italia (bandiera)  | D     | Francesco Ferrini   |
|    | Italia (bandiera)  | C     | Filippo Forò        |
|    | Italia (bandiera)  | C     | Roberto Iacoponi    |
|    | Italia (bandiera)  | D     | Matteo Lanzoni      |
|    | Italia (bandiera)  | C     | Antonio Magnani     |
|    | Italia (bandiera)  | P     | Massimo Marconato   |
|    | Italia (bandiera)  | C     | Domenico Marino     |

| N. |                       | Ruolo | Calciatore             |
| -- | --------------------- | ----- | ---------------------- |
|    | Italia (bandiera)     | A     | Federico Melchiorri    |
|    | Italia (bandiera)     | D     | Davide Moi             |
|    | Italia (bandiera)     | A     | Emanuele Morini        |
|    | Montenegro (bandiera) | C     | Nikola Olivieri        |
|    | Italia (bandiera)     | D     | Armando Padula         |
|    | Italia (bandiera)     | C     | Ottavio Palladini      |
|    | Italia (bandiera)     | A     | Gian Marco Piccioni    |
|    | Italia (bandiera)     | A     | Stefano Pietribrasi    |
|    | Brasile (bandiera)    | A     | Renan Pippi            |
|    | Argentina (bandiera)  | A     | Nicolas Osvaldo Pisano |
|    | Italia (bandiera)     | D     | Danilo Pistillo        |
|    | Italia (bandiera)     | D     | Andrea Servi           |
|    | Italia (bandiera)     | D     | Ciro Oreste Sirignano  |
|    | Italia (bandiera)     | A     | Fabio Tinazzi          |
|    | Italia (bandiera)     | A     | Mario Titone           |
|    | Italia (bandiera)     | C     | Davide Traini          |
|    | Brasile (bandiera)    | C     | Tuzzi Gilson Junior    |
|    | Italia (bandiera)     | C     | Fabio Visone           |